# Henrik Tore Cedergren

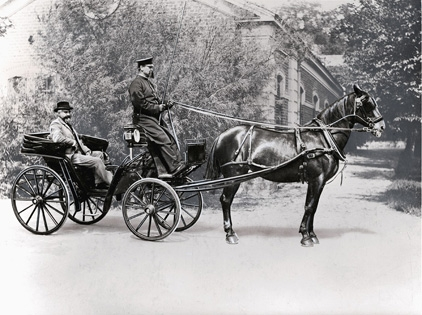
H. T. Cedergren w swym powozie (ok. 1895)

Henrik Thore Thorsten Cedergren (ur. 31 grudnia 1853 w Sztokholmie, zm. 13 kwietnia 1909 tamże) – szwedzki inżynier komunikacji telefonicznej, założyciel spółki akcyjnej Stockholms Allmänna Telefon AB (SAT).

## Życiorys
Był synem Gustawa Adolfa, zamożnego jubilera sztokholmskiego, i Lovisy Sofii z domu Robsahm z rodziny pochodzenia szkockiego. 
W 1875 ukończył Instytut Technologiczny w Göteborgu, i działał do 1883 jako budowniczy, złotnik i producent cegieł. W czasie wielu podróży zapoznał się z telefonami i zainstalował już w 1877 pierwsze w Szwecji połączenie telefoniczne między swym sklepem jubilerskim i odległym o 30 domów mieszkaniem prywatnym na głównej ulicy szwedzkiej stolicy, Drottninggatan. Wkrótce podjął pracę w pochodzącej z USA firmie telefonicznej Bella, ale po paru latach opuścił Bell Telephone Company i założył w Sztokholmie 13 kwietnia 1883 własną spółkę akcyjną Stockholms Allmänna Telefonaktiebolag, która za cel postawiła sobie „telefon w każdym mieszkaniu w Sztokholmie, niskie opłaty, akumulację zysków, niewysokie dywidendy dla akcjonariuszy”. Cedergren, który do końca życia pozostał dyrektorem naczelnym swej firmy, zaczął współpracować z firmą Ericssona, co obu przedsiębiorstwom pomogło w ekspansji, m.in. od końca lat 80. XIX wieku na terenie Rosji (włączając Królestwo Kongresowe), gdzie działały pod firmą Rosyjsko-Szwedzkiego Towarzystwa Telefonów Cedergren S.A. (Cedergren był jego głównym akcjonariuszem). 
W 1900 roku spółka wygrała, po wygaśnięciu koncesji Bella, przetarg na telefonizację Warszawy. Uroczyste otwarcie nowej centrali telefonicznej przy ul. Zielnej 37 (zastąpiła centralę Bella przy ul. Próżnej 10) nastąpiło 16 listopada 1904. Mogła ona obsługiwać 60 000 numerów (w pierwszych latach firma miała 5000 abonentów). Cedergren i Ericsson posiadali także koncesję na rozbudowę sieci telekomunikacyjnej w Moskwie i Meksyku. W 1918 obie firmy połączyły się pod nazwą Ericsson (Allmänna Telefonaktiebolaget L M Ericsson). 
Cedergren był także wynalazcą – skonstruował pierwszą centralę telefoniczną, która zaczęła działać w Sztokholmie już w 1884. Według spisu abonentów szwedzkiej stolicy z 1901 jego firma dysponowała 18 863, a Bell Company 8 846 połączeniami.
Pozostawił majątek wysokości 11 mln koron, przeznaczając 5 mln w akcjach SAT na fundusz stypendialny dla młodzieży. Fundusz poniósł duże straty poprzez konfiskaty majątkowe  po rewolucji bolszewickiej w Rosji i ustabilizował się dopiero w latach 50. XX wieku. Dziś dysponuje kapitałem wys. 70 mln koron, odsetki od którego są przyznawane w formie stypendiów dla młodzieży studiującej na wyższych uczelniach.
Pamiątkę po działalności Cedergrena w Warszawie stanowi zespół budynków PAST-y. Wyższy z nich był nazywany Basztą Cedergrena. Dość podobną budowlę, również zwaną „Basztą Cedergrena” (szw. Cedergrenska tornet), wzniósł w tych samych latach w  podsztokholmskiej miejscowości Stocksund (Gmina Danderyd) starszy brat Henryka, Albert Nestor Cedergren (1849–1921).

## Życie prywatne
Był dwukrotnie żonaty: z Emmą Sofią Frisk (1852–1882), z którą miał syna Gustawa Teodora (1879–1919), dyrektora towarzystwa telekomunikacyjnego Mexeric w Meksyku,  i z Idą Fryderyką Pegelow (1861–1948). W drugim małżeństwie nie miał potomstwa.